# Аджи-Даут
Аджи́-Дау́т (также Аджиут; укр. Аджи-Даут, крымскотат. Acı Davut, Аджы Давут) — исчезнувшее селение в Красногвардейском районе Республики Крым. Находилось на северо-востоке района, на месте западной окраины современного села Новопокровка.

## История
Идентифицировать Аджи-Даут среди, зачастую сильно искажённых, названий селений Карасубазарского каймаканства в Камеральном Описании Крыма… 1784 года пока не удалось. После присоединения Крыма к России (8) 19 апреля 1783 года, (8) 19 февраля 1784 года, именным указом Екатерины II сенату, на территории бывшего Крымского Ханства была образована Таврическая область и деревня была приписана к Симферопольскому уезду. После Павловских реформ, с 1796 по 1802 год, входила в Акмечетский уезд Новороссийской губернии. По новому административному делению, после создания 8 (20) октября 1802 года Таврической губернии, Аджи-Даут был включён в состав Кокчора-Киятской волости Перекопского уезда.
По Ведомости о всех селениях в Перекопском уезде состоящих с показанием в которой волости сколько числом дворов и душ… от 21 октября 1805 года, в деревне Аджи-Даут числилось 8 дворов и 87 жителей — крымских татар. На военно-топографической карте генерал-майора Мухина 1817 года обозначена деревня Аджеут с 12 дворами. После реформы волостного деления 1829 года Аджиут, согласно «Ведомости о казённых волостях Таврической губернии 1829 года», остался в составе Кокчоракиятской волости. Затем, видимо, вследствие эмиграции крымских татар в Турцию, деревня опустела и на карте 1842 года на месте Аджи-Даута значится хутор Пировского. На карте 1865 года — просто безымянный хутор. В дальнейшем в доступных источниках не встречается.